# Ornithoptera allottei
Ornithoptera allottei is een vlinder uit de familie van de pages (Papilionidae). De wetenschappelijke naam van de soort is voor het eerst geldig gepubliceerd in 1914 door Lionel Walter Rothschild. Dit taxon betreft vermoedelijk een kruising tussen Ornithoptera priamus urvilliana × Ornithoptera victoriae.